# توم هيرست
توم هيرست (بالإنجليزية: Tom Hurst)‏ (23 سبتمبر 1987 في المملكة المتحدة - ) هو لاعب كرة قدم بريطاني في مركز الدفاع. لعب مع نادي بوسطن يونايتد.